# Rząśnik-Majdan
Rząśnik-Majdan – wieś sołecka w Polsce położona w województwie mazowieckim, w powiecie ostrowskim, w gminie Wąsewo.
| SIMC    | Nazwa  | Rodzaj    |
| ------- | ------ | --------- |
| 0522520 | Majdan | część wsi |

W latach 1975–1998 miejscowość administracyjnie należała do województwa ostrołęckiego.
Wierni Kościoła rzymskokatolickiego należą do parafii Narodzenia Najświętszej Maryi Panny w Wąsewie.